# Caspasa 14

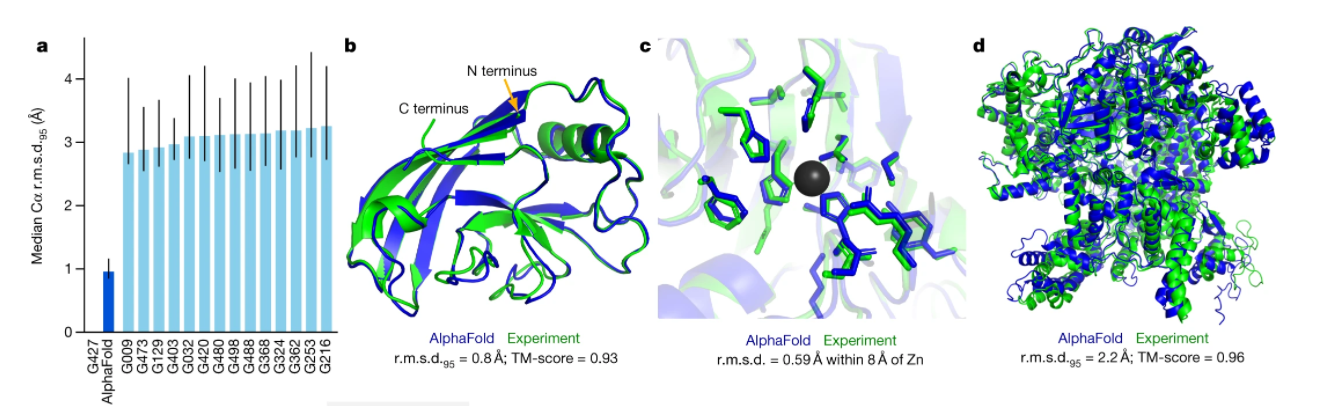
a) El rendiment d'AlphaFold al conjunt de dades CASP14 (n = 87 dominis proteics) en relació amb les 15 entrades principals (de 146 entrades), els números de grup corresponen als números assignats als participants per CASP. Les dades són la mitjana i l'interval de confiança del 95% de la mediana, estimat a partir de 10.000 mostres bootstrap.b) Predicció de l'objectiu CASP14 T1049 (PDB 6Y4F, blau) en comparació amb l'estructura real (experimental) (verda). Quatre residus a l'extrem C terminal de l'estructura cristal·lina són atípics del factor B i no estan representats.c) CASP14 objectiu T1056 (PDB 6YJ1). Un exemple de lloc d'unió de zinc ben predit (AlphaFold té cadenes laterals precises tot i que no prediu explícitament l'ió de zinc).
d) L'objectiu CASP T1044 (PDB 6VR4), una cadena única de 2.180 residus, es va predir amb un empaquetament de domini correcte (la predicció es va fer després de CASP utilitzant AlphaFold sense intervenció).

La caspasa 14 és un enzim que en humans està codificat pel gen CASP14. Els ortòlegs d'aquest gen també existeixen en altres mamífers, com els sirenis i els cetacis, encara que estan inactivats en aquests dos clades. Curiosament, els manatís, que són sirenis, conserven alguns gens funcionals CASP14.
El gen CASP14 codifica un membre de la família de proteases de cisteïna-àcid aspártic (caspasa). L'activació seqüencial de les caspases té un paper central en la fase d'execució de l'apoptosi cel·lular. Les caspases existeixen com a proenzims inactius que pateixen un processament proteolític en residus aspártics conservats per produir dues subunitats, grans i petites, que es dimereixen per formar l'enzim actiu. S'ha demostrat que aquesta caspasa és processada i activada per la caspasa 8 i la caspasa 10 in vitro, i per l'anticòs agonista anti-Fas o el lligand que indueix l'apoptosi relacionada amb el TNF in vivo. L'expressió i el processament d'aquesta caspasa poden estar implicades en la diferenciació terminal dels queratinòcits, que és important per a la formació de la barrera cutània.
Segons l'Atles de proteïnes humanes, la proteïna CASP14 s'enriqueix a la pell humana i s'expressa principalment a les capes superiors de l'epidermis. La proteïna es localitza principalment al citosol segons l'Atles cel·lular.